# Дворец Фонтенбло

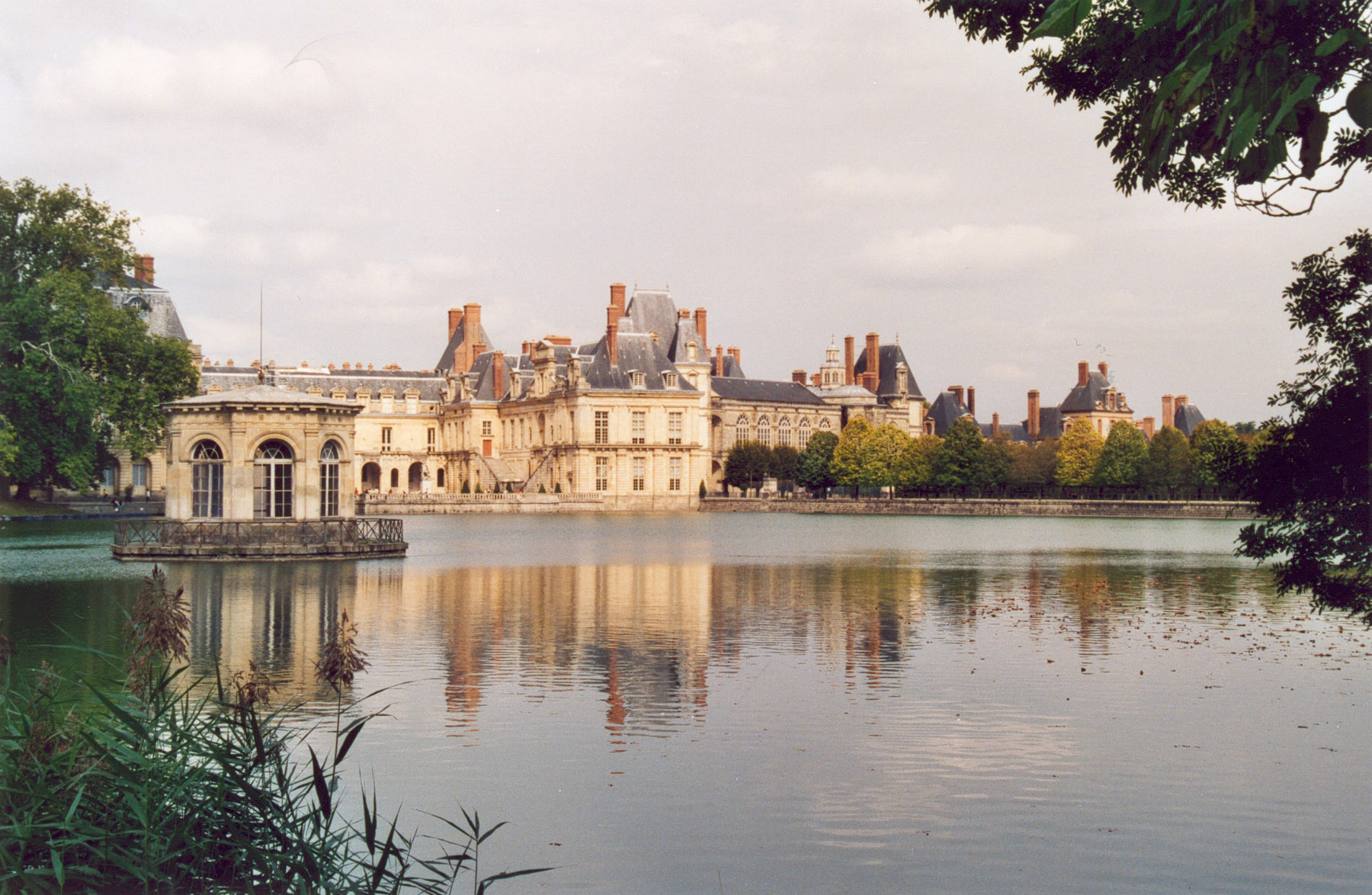
Вид на дворец из парка

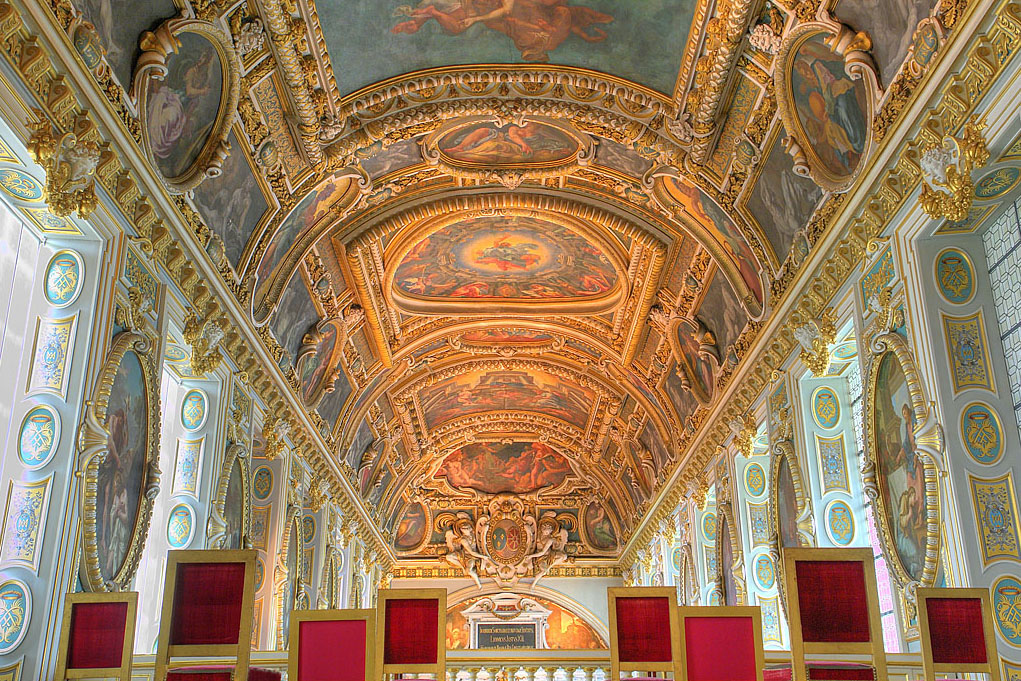
Плафон капеллы

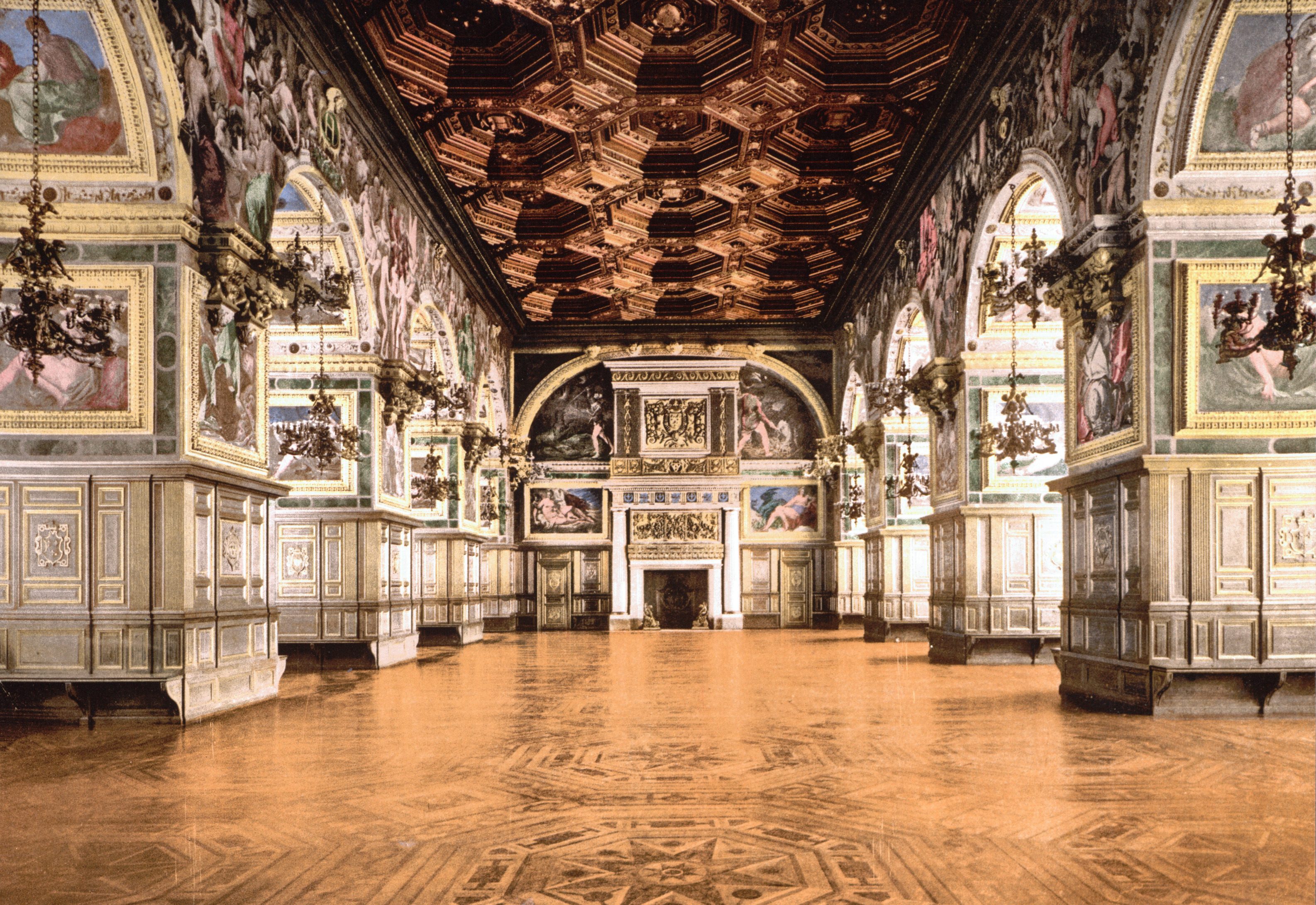
Галерея Генриха II

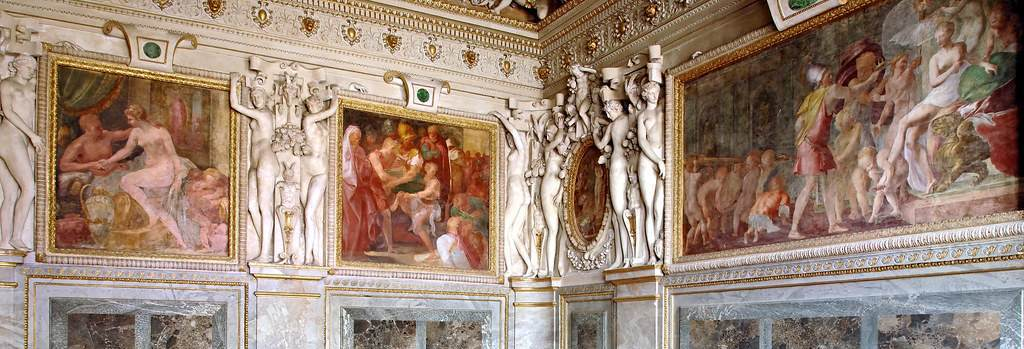
Апартаменты герцогини д'Этамп. 1541–1544. Ф. Приматиччо

Дворец (замок) Фонтенбло́ (фр. Château de Fontainebleau) — королевский дворец во Франции, расположенный в департаменте Сена и Марна, в 70 км к юго-востоку от Парижа. Вокруг дворца со временем сформировался город Фонтенбло. 
Первые упоминания относятся к 1137 году. В XVI веке средневековый замок был перестроен Франциском I в ренессансном стиле. Здесь жили многие правители Франции начиная с Людовика VII и заканчивая Наполеоном III. Четыре монарха родились во дворце — Филипп IV Красивый, Франциск II Валуа, Генрих III Валуа и Людовик XIII. В 1814 году Наполеон здесь отрёкся от престола.
В 1981 году дворец и парк Фонтенбло вошли в список объектов Всемирного наследия ЮНЕСКО во Франции.

## Строительство
Лес Фонтенбло испокон веков представлял собой охотничьи угодья французской короны. Ныне существующий дворец был заложен на месте предыдущих королём Франциском I. Это была первая в северной Европе королевская резиденция, лишённая какой-либо оборонительной функции. Король пригласил для строительства и украшения дворца мастеров итальянского маньеризма, таких как Приматиччо и Бенвенуто Челлини. Именно отсюда мода на маньеризм распространилась по Европе (см. школа Фонтенбло).
После смерти Франциска дворец достраивали Генрих II Валуа и Екатерина Медичи. Строительные работы при их жизни курировал знаменитый архитектор Филибер Делорм. Генрих IV также благоволил к Фонтенбло. Именно он велел прорыть ко дворцу 1200-метровый канал и наполнить его рыбой для ужения. После переезда Людовика XIV в Версаль дворец его предков был позабыт и обветшал, но Наполеон вернул Фонтенбло былой блеск, проводя здесь много времени и обновив его интерьеры в духе ампира. Симпатию к Фонтенбло унаследовал Наполеон III, заказавший архитектору Лефюэлю новое здание театра.

## Хроника событий
- 21 августа 1560 года — собрание нотаблей, созванное королевой Екатериной Медичи для прекращения распри между католиками и гугенотами; адмирал Колиньи требовал для гугенотов свободного исповедания веры.
- 31 января 1564 года — свидание Карла IX и Екатерины Медичи с послами императора, папы, испанского и других католических государей, которые желали, чтобы французское правительство возвратилось к Амбуазскому эдикту.
- 22 октября 1685 года — Людовик XIV подписывает здесь эдикт Фонтенбло, отменяющий действие Нантского эдикта.
- 1725 год — в Каминном зале даётся спектакль в честь свадьбы Людовика XV и Марии Лещинской — с этого события отсчитывает свою историю театр Фонтенбло.
- 3 ноября 1762 года — в Фонтенбло подписываются статьи предварительного мира между Францией, Англией и Испанией; тайным соглашением Франция отдала Луизиану Испании, чтобы вознаградить её за её жертвы во время Семилетней войны. 22 ноября, в день ратификации мирного договора, к нему присоединяется Португалия.
- 27 октября 1807 года — в Фонтенбло подписывается трактат между Испанией и Францией, по которому Португалию предполагается поделить на несколько частей между Францией, Испанией, Годоем и королевой Этрурии.
- 31 октября 1807 года — в Фонтенбло заключается договор между Данией и Францией, по которому первая объявила войну Англии и Швеции и ввела французские войска в Фионию и Зеландию.
- 18 октября 1810 года — Наполеон подписывает императорский декрет, постановляющий, что во всех странах, занятых французскими войсками, продукты английских фабрик должны подвергаться конфискации и сожжению.
- 25 января 1813 года — папа Пий VII подписывает здесь конкордат, впоследствии взятый им назад.
- 4 апреля 1814 года — под давлением своих маршалов император Наполеон I отрекается от престола в пользу своего сына Наполеона II под регентством жены Марии-Луизы.
- 6 апреля 1814 года — под давлением союзников Наполеон отрекается от престола за себя и своих наследников.
- 11 апреля 1814 года — представители Австрийской и Российской империй и Прусского королевства составляют Договор в Фонтенбло, согласно которому союзники лишают Наполеона власти над Французской империей, он получает остров Эльбу и отправляется туда в изгнание, сохраняя свой императорский титул. На следующий день Наполеон подписывает этот договор.
- 28 апреля 1814 — Наполеон прощается со своей гвардией во дворе замка, названном в память об этом событий La cour des adieux («Двор прощаний»).
- 1974 год — на саммите руководителей стран «шестёрки» (Германия, Франция, Италия, Бельгия, Люксембург, Нидерланды) принято решение о проведении регулярных встреч глав государств и правительств стран — членов сообществ. Этот год считается датой образования Европейского Совета.

## Интерьеры
Во дворце расположены 1500 помещений.

### Залы
- Бальный зал (salle de bal) 30 на 10 метров.
- Тронный зал (Salle du trône) — над троном синий балдахин. Бывшая королевская спальня.
- Зал совета (salle du conseil). Стены украшены монохромными картинами синего и розового цвета.

### Салоны
- Красный салон или Салон Отречения (Salon de l’Abdication) — здесь в 1814 году Наполеон написал свое отречение от престола. Позолоченные кресла оббиты красной материей. На стенах красные обои. Над камином большое зеркало в золоченой раме. На полу ковер с пятиконечными звездами.
- салон Донжона (salon du Donjon) — самая древняя часть дворца, расположенная на месте средневекового донжона. Над камином размещен мраморный барельеф Генриха IV на коне.
- Большой салон (Gros salon) с гобеленами на тему жизни Александра Македонского,

### Капеллы
- капелла Святой Троицы (Chapelle de la Trinité). Алтарь 1633 года. Мраморный пол. Здесь в 1725 году произошло бракосочетание Людовика XV с Марией Лещинской.
- капелла Святого Сатурнина (chapelle Saint-Saturnin)

### Спальни
- спальня императора (La chambre de l’Empereur) с зелёным балдахином.
- спальня императрицы (chambre de l’impératrice). Её использовала Мария Медичи.
- Папские покои,

### Кабинеты
- будуар Марии-Антуанетты появился в 1777 году, причудливые росписи посеребрённых панелей выполнены в помпейском стиле.
- кабинет Наполеона

### Галереи
- Галерея Дианы (galerie de Diane) или (с 1858) библиотека (Bibliothèque). Параметры помещения 80 на 10 метров. Отличительной особенностью помещения является глобус, подаренный Наполеону.

#### Галерея тарелок
Оформление галереи, стилизованное под эпоху французского Ренессанса, относится к XIX веку. По распоряжению короля Луи-Филиппа здесь было выставлено 128 тарелок из севрского фарфора, на которых изображены виды Фонтенбло, события, здесь произошедшие, а также места, связанные с пребыванием или посещением самого короля.

#### Галерея Франциска I
Сквозная галерея Франциска I (Galerie François I), первоначально служившая коридором, ведущим в один из корпусов Овального двора, была создана в 1533—1540 годах итальянскими художниками, лидерами Школы Фонтенбло, Россо Фьорентино и Франческо Приматиччо. Узкая и длинная (60 × 6 м), богато декорированная настенной живописью, лепниной и резьбой по дереву, она стала прообразом многих европейских галерей (задуманный художественный эффект здесь сохранился не в полной мере, так как позднее с северной стороны была пристроена другая галерея, и окна были заменены «французскими дверьми»).
В торце галереи на фоне ниши, обрамлённой гирляндой плодов — символом процветания и изобилия, — установлен бюст короля; в другом конце дверной проём окружён пышными лепными рондо. Членению стен соответствует членение плоского деревянного кессонированного потолка. Стены галереи разделены на два яруса: более строгий нижний, состоящий из геометрически выверенного пояса прямоугольных ореховых панелей, украшенных резными щитами с королевскими лилиями, инициалами короля и его символом — саламандрой, контрастирует с пышностью верхнего, сплошь покрытого настенной живописью и фантазийной лепниной. В центре каждого стенного проёма располагается сюжетные фрески в прямоугольных рамах, увенчанных, как и проёмы окон, крупной фигуративной скульптурой и дополненных разнообразными картушами. Символика живописи разгадана не до конца. Все четырнадцать панно были выполнены Россо Фьорентино на мифологические и аллегорические сюжеты, двенадцать из них увенчаны позолоченными саламандрами в языках пламени. 
Центральное место по внешней стороне галереи ранее занимала овальная фреска «Расстроенная Венера» («Венера Фонтенбло»), что соответствовало куртуазному характеру двора Франциска I. Позднее она была заменена «Данаей», выполненной Фьорентино совместно с Приматиччо. Напротив неё — овальная композиция «Нимфа Фонтенбло», основанная на традиционной иконографии Нимфы источника. В Фонтенбло «Нимфу источника» отождествляли с Дианой, богиней охоты, ассоциирующуюся с фавориткой Генриха II Дианой де Пуатье. 
Среди остальных фресок: «Месть Навплия», «Смерть Адониса», «Клеобис и Битон», «Гибель Катаны», «Воспитание Ахилла», «Источник вечной молодости», «Единение государства», «Слон-триумфатор», «Битва кентавров и лапифов», «Изгнание невежества», «Жертвоприношение».
Фигуры на фресках Россо «кажутся чуть уплощёнными благодаря очень светлым краскам и орнаментально сплетающимся линиям. Это ощущение их бесплотности усиливается от соседства с объёмной, почти круглой, и очень детализированной гипсовой скульптурой обрамлений. Декоративное сочетание подобного рода, до той поры нигде не применявшееся, было творческой выдумкой самого Россо». Галерея Франциска I стала образцом для многих последующих сооружений такого рода, включая галереи Лувра и Версаля, их композиция многократно варьировалась во дворцах и особняках до конца XVIII века.

## Дворы
- Двор Белой лошади (cour du Cheval Blanc), названный так из-за статуи белой лошади. После отречения Наполеона в 1814 году он получил название Двор Прощания (cour des Adieux).
- Фонтанный двор
- Овальный двор (cour Ovale), атриум дворца. В него можно попасть через Золотые ворота (la porte Dorée, 1528), возведённые Франциском I после освобождения из испанского плена.
- Служебный двор (двор Генриха IV)

## Сады
- Английский сад (jardin anglais) справа от главного фасада. Появился в 1812 году. Ранее на его месте был Сосновый сад (jardin des Pins).
- Большой партер
- Сад Дианы (jardin de Diane) слева от главного фасада.

## Галерея

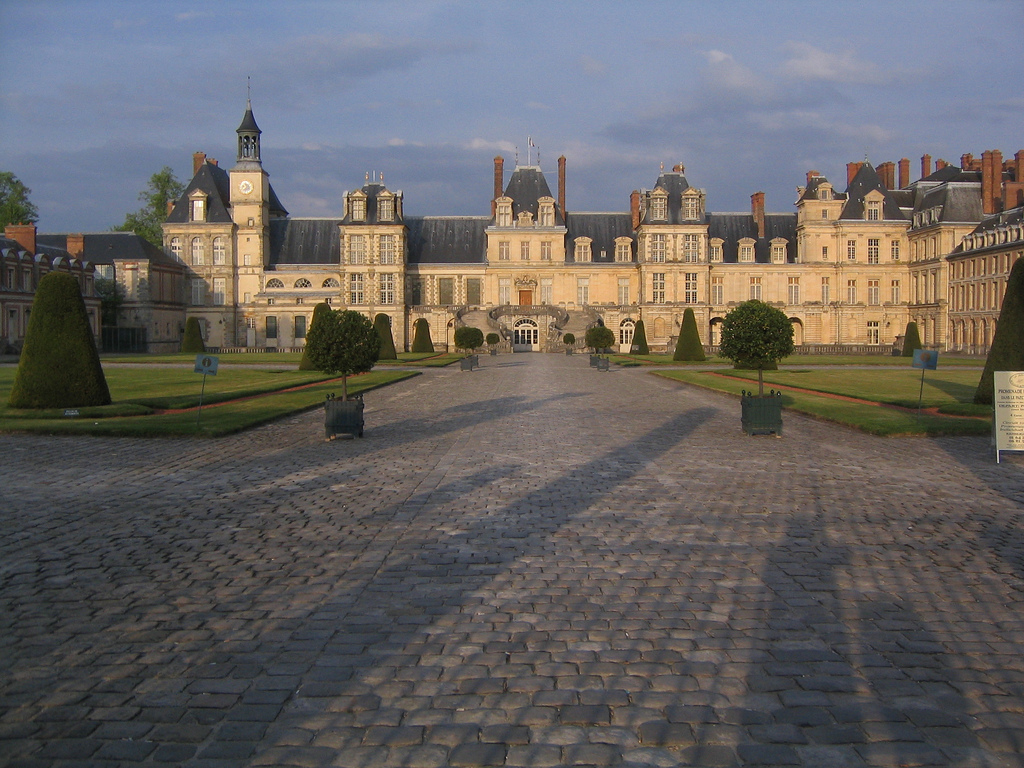
Западный фасад дворца
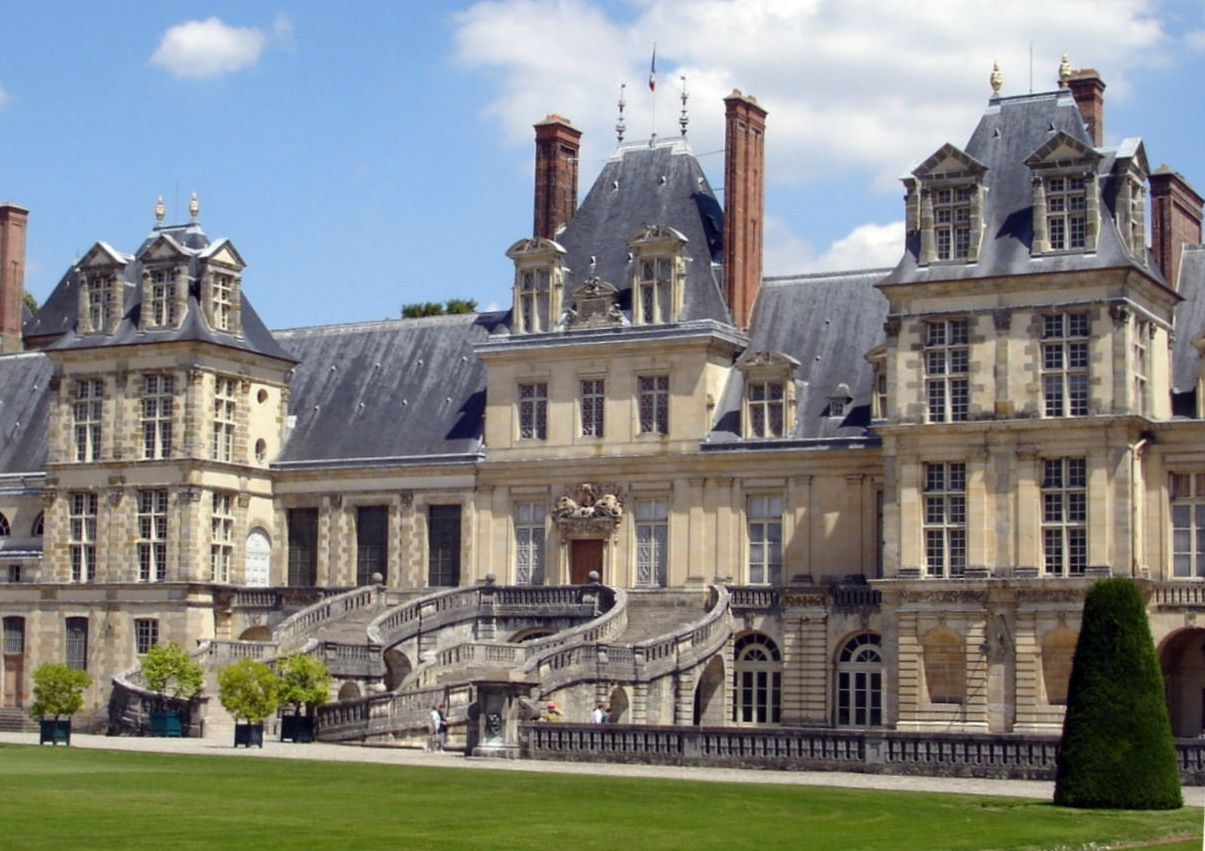
Старое крыло. Двор Белой Лошади. 1528-1634. Архитекторы Ф. Приматиччо, Ж.-А. Дюсерсо Первый
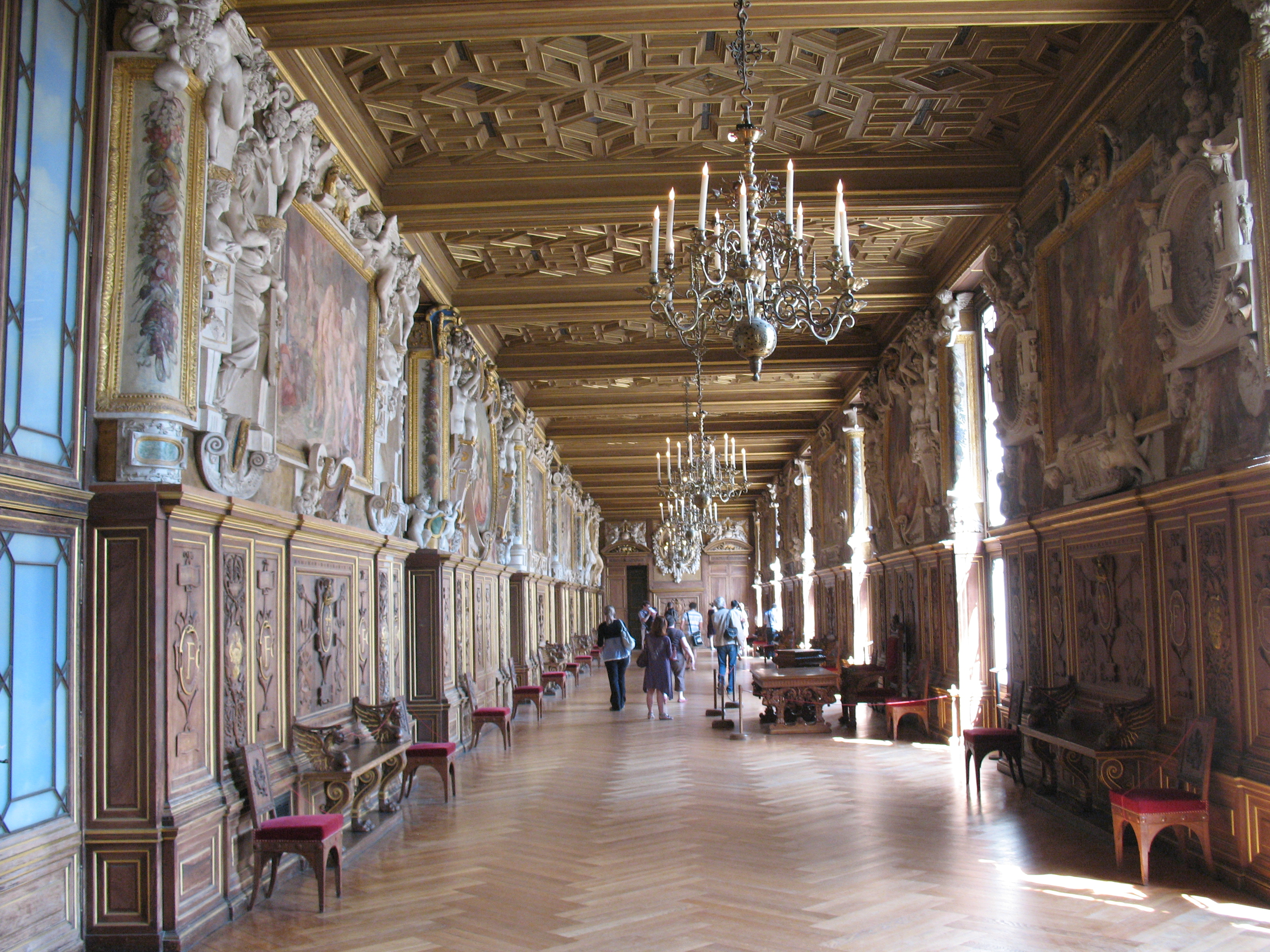
Галерея Франциска I. 1533—1540. Россо Фьорентино, Ф. Приматиччо
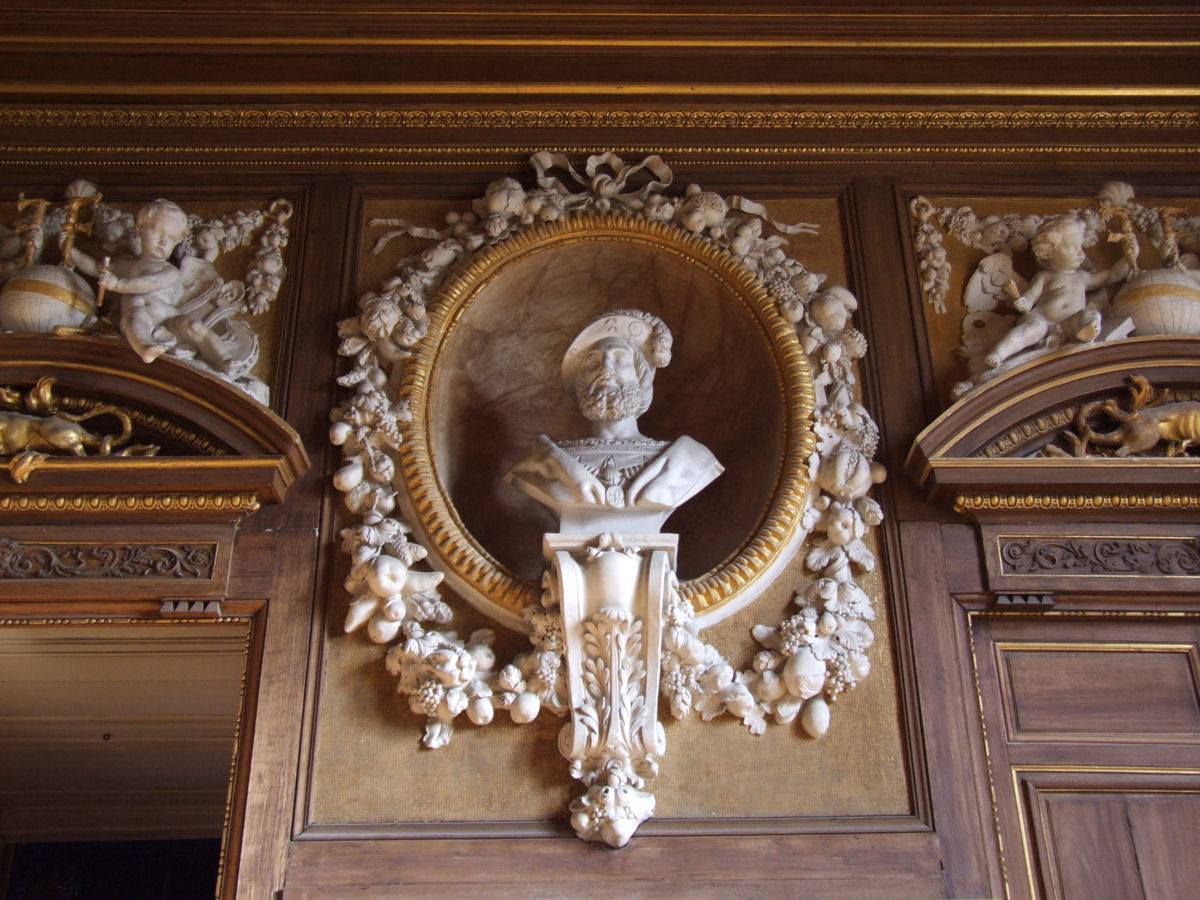
Портрет короля. Галерея Франциска I
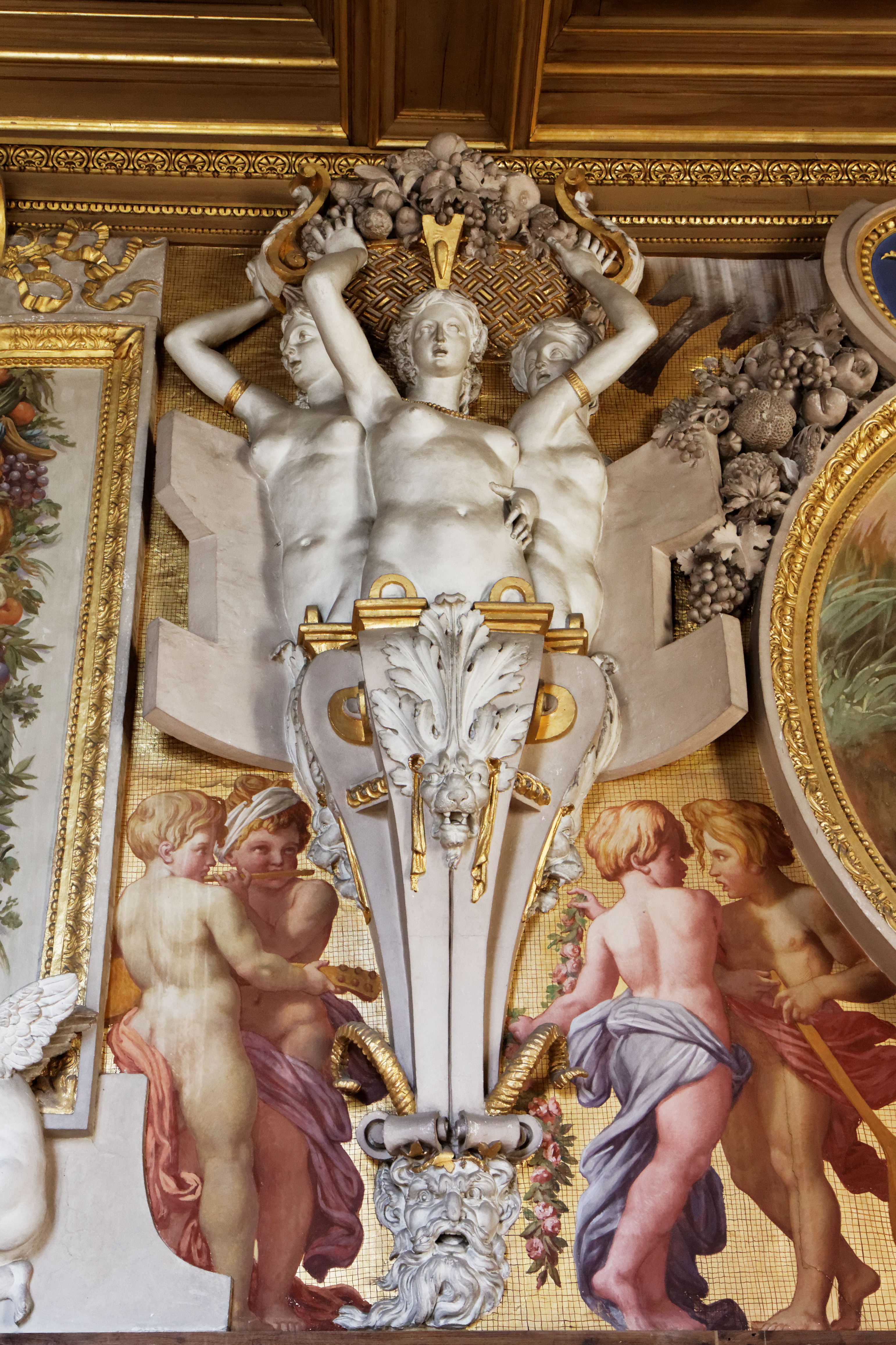
Скульптурный декор галереи
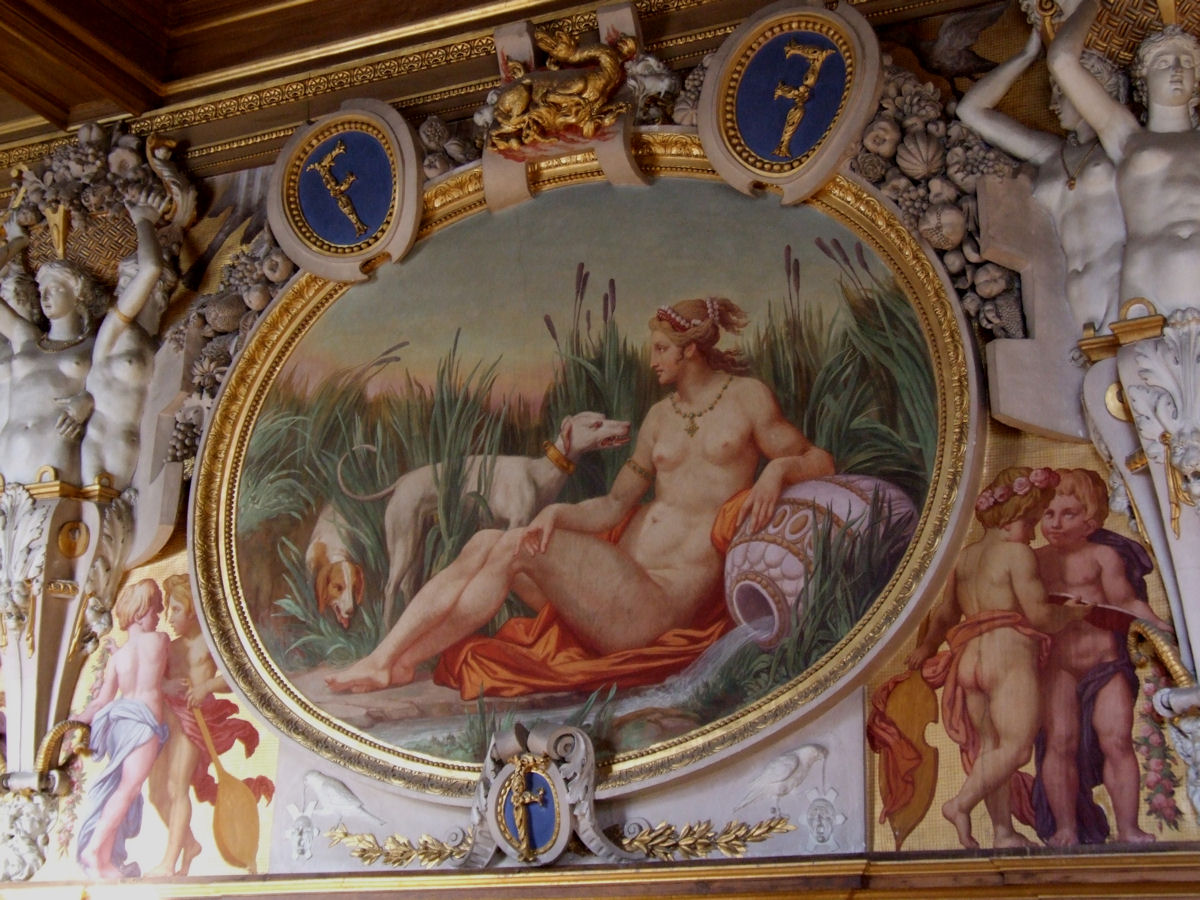
Россо Фьорентино. Нимфа Фонтенбло. Фреска Галереи Франциска I